# Sporné řízení
Sporné řízení je druh nalézacího řízení a tedy civilního procesu dle občanského procesního práva definovaného občanským soudním řádem jako soudní řízení o dvoustranných právních vztazích. Smyslem sporného řízení je zajištění ochrany porušeného či ohroženého subjektivního práva zaručeného hmotněprávní úpravou. Většina rozhodnutí ve sporných řízeních proto má deklaratorní charakter – soud deklaruje, co je právem a provádí reparaci protiprávního stavu. V tom se odlišuje od řízení nesporného, kdy soud konstituuje právo a rozhoduje preventivně o vztahy mezi účastníky do budoucna.
Sporné řízení se zahajuje výhradně na návrh, kterým je žaloba. Stranami tohoto řízení jsou žalobce a žalovaný a označují se jako účastníci řízení. Účastníci dle zásady dispoziční mají právo disponovat předmětem řízení a řízením samým.
Sporné řízení je řízením kontradiktorním, při němž se „utkávají“ dvě soupeřící strany, žalobce a žalovaný, a soud mezi těmito stranami rozhoduje jako nestranný „rozhodčí“; jednání přitom sice řídí, ale je silně omezen vůlí stran - kupř. důkaz, který žádná ze stran nenavrhla, může soud provést jen za výjimečných okolností.
Za opak sporného řízení lze považovat řízení nesporné, druhý typ nalézacího řízení.

## Zásady
Ve sporném řízení se uplatňují zásady řízení, které jsou pro řízení před soudem typické:
1. Zásada dispoziční (opakem je zásada oficiality) znamená, že soud nemůže řízení zahájit z vlastní vůle ani z úřední povinnosti, ale pouze na návrh procesní strany - žalobce. Podobně je tomu u skončení řízení: rozhodne-li se žalobce ve sporu nepokračovat a žalobu vezme zpět, soud musí řízení zastavit. Procesní strany – zvláště pak žalobce – jsou pánem sporu (lat. dominus litis).
2. Zásada projednací (opakem je zásada vyhledávací) znamená, že soud (zpravidla) provádí jen ty důkazy, které navrhnou strany.
3. Zásada ústnosti znamená, že jako podklad rozhodnutí lze použít jen to, co bylo při jednání u soudu ústně předneseno. Proto se někdy zdlouhavě předčítají listinné důkazy nebo jejich části. Tato tradiční zásada není však příliš praktická a pokud s tím obě strany souhlasí, může soud od nařízení jednání upustit a rozhodnout na základě písemných pokladů.
4. Zásada písemnosti, jež není s předchozí zásadou v rozporu, ale doplňuje ji, znamená, že se všechny procesní úkony stran i soudu protokolují (lat. quod non est in actis, non est in mundo - „co není ve spisech, není ve světě“).
5. Zásada přímosti je velmi důležitá zásada upravující dokazování. Podle ní může soud činit skutková zjištění jen z těch důkazů, které sám provedl. I když procesní předpisy přímo připouštějí výjimky např. ve formě tzv. dožádání, nejnovější judikatura Ústavního soudu tento princip akcentuje, zvlášť v případech, kdy odvolací soud sám ve věci rozhodne a odchýlí se přitom od hodnocení důkazů soudem prvního stupně, aniž by tyto důkazy zopakoval: není v souladu s ústavou, aby se při tom odchýlil od skutkových zjištění soudu prvního stupně bez podkladu v nově provedených nebo opakovaných důkazech.
6. Zásada rovnosti stran garantuje všem účastníkům řízení v principu stejná procesní práva.
7. Zásada nestrannosti a nezávislosti soudu (lat. nemo iudex in causa sua - nikdo nesmí být ve své věci soudcem) znamená, že soudcem určité věci nesmí být ten, kdo má zvláštní poměr k účastníkům řízení, tzn. kdo je k nim ve vztahu příbuzenském, přátelském nebo nepřátelském, nebo kdo má zvláštní zájem na výsledku projednávaného sporu, tj. kdo je podjatý.
8. Zásada in dubio pro reo[zdroj?] (tzn. v pochybnostech ve prospěch žalovaného) znamená, že dospěje-li soud k závěru, že z provedeného dokazování nelze zjistit, je-li žaloba po právu (lat. non liquet), musí žalobu zamítnout. Stejná zásada se někdy vyjadřuje pravidlem in dubio mitius - „v případě pochybností mírněji“.
9. Zásada formální pravdy (opakem je zásada materiální pravdy) znamená, že soud nemusí zjišťovat přesně a úplně skutkový stav, ale spokojí se s takovým stupněm jeho poznání, který vyplyne z provedeného dokazování nebo na němž se shodnou strany řízení. Mnohé autority však tento princip odmítají a poukazují na risika plynoucí z toho, že by se soud spokojil se stranami předkládanými tvrzeními a nesnažil se zjistit sám v potřebné míře skutkový stav.
10. Zásada hospodárnosti (zásada procesní ekonomie) znamená, že soud při řízení postupuje co nejhospodárněji tak, aby byly náklady řízení i zátěž pro strany minimální možné a přitom nebyl ještě zmařen účel řízení. Právě tuto zásadu se v civilním řízení mnohdy nedaří aplikovat a náklady řízení v praxi velmi často překračují přínos, který má úspěch ve sporu pro vítěznou stranu. Proto roste obliba rozhodčího řízení, které se zejména v obchodních věcech stává základní formou řešení sporů. Praktickým projevem této zásady je zásada koncentrace řízení, podle níž může soud uložit stranám, aby označily důkazy, které navrhují, nejpozději na konci prvního ústního jednání, které se ve věci koná. Navrhovat další důkazy je možné jen v případě, že jejich potřeba vyplyne až v průběhu dokazování.
11. Zásada volného hodnocení důkazů nestanoví žádná formální pravidla pro to, jak má soud důkazy hodnotit; soudce musí vycházet jen ze svého vnitřního přesvědčení. Tato zásada je moderní, ještě na počátku 19. století platilo, že svědectví určitého počtu hodnověrných svědků znamená, že dosvědčovaná skutečnost je prokázána. Opačná zásada, zásada zákonného hodnocení důkazů, se uplatňuje jen u veřejných listin, které, jsou-li pravé, dosvědčují nezpochybnitelným způsobem platnost toho, co uvádějí.
12. Zásada arbitrárního pořadí důkazů znamená, že soud provádí jednotlivé důkazy v libovolném pořadí, jak je to účelné (např. jak se k jednání dostavují jednotliví svědkové). Opačnou zásadou, zásadou zákonného pořadí důkazů, je částečně vedeno řízení trestní, v němž je pořadí prováděných důkazů do určité míry fixováno v trestním řádu (např. jako první se vždy musí provést výslech obžalovaného).
13. Zásada veřejnosti stanoví, že sporné řízení (tak jako všechna řízení u soudu s výjimkou řízení dědického) je vždy veřejné. Před veřejností lze jednání zcela nebo zčásti uzavřít jen za výjimečných okolností a i v těchto případech musí být veřejně vyhlášen rozsudek.
14. Zásada právní pomoci znamená, že nikdo nesmí utrpět újmu na svých právech proto, že by neznal v řízení před soudem svá procesní práva. Soudy jsou proto povinny ty účastníky řízení, kteří nejsou zastoupeni advokátem, o jejich procesních právech náležitě poučovat. Tato povinnost se však nevztahuje na práva hmotná (např. na právo uplatnit námitku promlčení nároku). Účastník, který nemá dostatek prostředků, aby si opatřil právní pomoc, má navíc nárok na bezplatné přidělení právního zástupce ex offo, jehož náklady hradí stát.